# Estação Ferroviária de Duas Igrejas - Miranda
A Estação Ferroviária de Duas Igrejas - Miranda foi uma gare terminal da Linha do Sabor, que servia a cidade de Miranda do Douro, no distrito de Bragança, em Portugal.

## Descrição
A estação situava-se a cerca de 10 km da localidade de Miranda do Douro. O edifício foi construído no estilo tradicional português.
A estação está decorada com painéis de azulejos da autoria de Gilberto, produzidos na fábrica lisboeta Sant’Anna, ilustrando cenas de época do quotidiano transmontano.

## História

### Planeamento, construção e inauguração
Em 1899, a comissão técnica que foi encarregada de estudar o plano das linhas complementares ao Norte do Mondego propôs uma linha de via larga a partir do Pocinho até Miranda do Douro, que servissse as minas de ferro de Reboredo e as pedreiras de mármore e alabastro de Santo Adrião em Vimioso, seguindo depois até à fronteira para uma posterior ligação por Zamora e Valladolid. Esta linha foi uma das expostas no inquérito administrativo que se seguiu, para a apreciação do público sobre os projectos ferroviários dos Planos das Redes Complementares ao Norte do Mondego e Sul do Tejo.
Esta linha foi classificada parcialmente em via métrica pelo plano ferroviário, decretado em 15 de Fevereiro de 1900, e a sua construção foi aprovada em 1905.
Na reunião do Conselho de Ministros de 10 de Janeiro de 1934, foi aprovada a minuta do contrato para a empreitada n.º 3 da Linha do Sabor, correspondente ao troço de Urrós e Duas Igrejas, devendo esta estação ficar desde logo com acesso rodoviário e ligação telefónica.
O troço entre Mogadouro e Duas Igrejas - Miranda foi aberto à exploração em 22 de Maio de 1938, pela Companhia Nacional de Caminhos de Ferro. Para a cerimónia, foi organizado um comboio especial.
Um diploma publicado no Diário do Governo n.º 159, 2.ª Série, de 12 de Julho de 1938 autorizou a expropriação de um terreno, para a instalação de um caminho de acesso à estação de Duas Igrejas.

### Continuação projectada
No Plano Geral da Rede Ferroviária, publicado pelo Decreto n.º 18:190, de 28 de Março de 1930, retomou a intenção de continuar a Linha do Sabor além de Duas Igrejas até Vimioso, para servir as pedreiras. Foram delineados dois percursos para este lanço, um pelo Vale de São Pedro da Silva, e outro passando junto a Miranda do Douro, Malhadas e Caçarelhos.

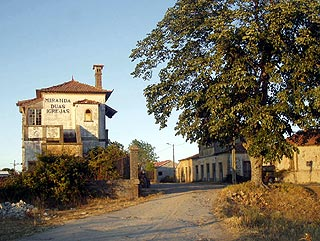
Estação de Duas Igrejas - Miranda, em Agosto de 2005

### Encerramento
A Linha do Sabor foi encerrada em 1 de Agosto de 1988.